# عمر ترائوره (بازیکن فوتبال، زاده ۱۹۷۵)
عمر ترائوره (انگلیسی: Oumar Traoré؛ زادهٔ ۲۷ فوریهٔ ۱۹۷۵) بازیکن فوتبال اهل سنگال بود.
از باشگاه‌هایی که در آن بازی کرده است می‌توان به باشگاه فوتبال آاک لارناکا اشاره کرد.
وی همچنین در تیم ملی فوتبال سنگال بازی کرده است.